# Herpetoreas platyceps
Herpetoreas platyceps (Blyth, 1854) è un rettile della famiglia Colubridae, diffuso in Nepal, Bangladesh, Pakistan, Bhutan e Cina. Questa specie è endemica dell'Asia meridionale.

## Descrizione
Herpetoreas platyceps ha le seguenti caratteristiche: occhio moderato; rostrale appena visibile dall'alto; sutura tra gli internasali lunga quanto quella tra i prefrontali o più corta; frontale più lunga della sua distanza dall'estremità del muso, più corta dei parietali; loreale più lunga che profonda; una preoculare (a volte divisa); due o tre postoculari; temporali 1+1, o 1+2, o 2+2; 8 labiali superiori, terza, quarta e quinta che entrano nell'occhio; 4 o 5 labiali inferiori a contatto con le mentoniere anteriori, molto più corte di quelle posteriori.
La pupilla dell'occhio è di forma rotonda subellittica.
La colorazione è di colore marrone olivaceo nella parte superiore, con piccole macchie nere; spesso sulla nuca si possono trovare due linee nere parallele o una marcatura ellittica; una striscia leggera con bordi neri su ogni lato della testa, o una linea nera dall'occhio alla bocca (angolo della bocca); il ventre è giallastro, con o senza punti nerastri; spesso si possono notare una linea nera o una serie di macchie nerastre allungate lungo ogni lato del ventre; la superficie inferiore della coda è spesso screziata di nerastro; la gola a volte nera. Quando in vita sembra avere una fascia rosso corallo lungo le estremità delle squame ventrali.
Gli esemplari adulti raggiungono una lunghezza fino a 90 cm, con una lunghezza della coda di 23 cm.

### Squamatura
Le squame dorsali sono suddivise in 19 file, leggermente o debolmente a chiglia. Hanno da 125 a 199 squame ventrali e da 60 a 100 squame subcaudali, che possono essere divisi come quella anale.

## Distribuzione e habitat
Questo cobra è endemico dell'Asia meridionale, diffuso dall'India lungo la regione sub-himalayana tra i 1000 m e i 3600 m di altitudine, comprendendo nazioni come Nepal, Bangladesh, Pakistan, Bhutan e Cina.

## Tassonomia
Questa specie è riconosciuta anche con i seguenti sinonimi:
- Amphiesma platyceps Blyth, 1854
- Natrix firthi Shaw Et Al., 2000
- Natrix platyceps Shaw Et Al., 1939
- Rhabdophis firthi Wall, 1923
- Rhabdophis platyceps Wall, 1923
- Tropidonotus firthi Wall, 1914
- Tropidonotus himalayanus Anderson, 1871
- Tropidonotus platyceps Blyth, 1854
- Zamenis himalayanus Steindachner, 1867

## Conservazione
Questa specie non è stata valutata dalla IUCN.